# パトリック・タン
パトリック・タン（鄧健泓、Patrick Tang、1974年5月6日 -）は、香港生まれの男性歌手、俳優、作曲家である。カナダのGrant MacEwan Community College美術部卒業。デビューにて、香港の中国語歌唱試合に参加し最優秀賞を獲得したあと、TVBの契約に署名して会社のアーティストになった。歌手デビューしてゴールド・レベル・エンターテインメントに一時所属。現在の所属事務所／レコード会社はゴー・イースト・エンターテインメント、YVBである。

## ソロアルバム
- 2001年05月04日：『Patrick Tang 鄧健泓』
- 2002年03月12日：『朋友二號』
- 2002年11月13日：『戇男‧好』
- 2003年10月15日：『超合金 新曲+精選』
- 2004年02月13日：『新居入伙』
- 2004年09月20日：『咪當我傻 04新曲+精選』
- 2008年04月22日：『Pat's Track 新曲+精選』

## その他の歌曲
- 2002年：『快將暑假拍下來』（アルバム『正選兒歌集』を収録）
- 2002年：『似是故人來』（アルバム『tribute to...anitamui』を収録）
- 2002年：『將冰山劈開』（有耳非文とのデュエット；アルバム『tribute to...anitamui』を収録）
- 2003年：『世界之大』（アレックス・フォン、レイン・リー、テレサ・フー、ミキ・ヨンと共に合唱；アレックス・フォンのアルバム『True』を収録）
- 2004年：『守護天使』（アルバム『只能談情 不能說愛』を収録）
- 2004年：『恍如隔世』（テレビドラマ『隔世追兇』主題歌；アルバム『愛唱主題曲』を収録）
- 2005年：『呼叫』（アルバム『男人魅』を収録）
- 2005年：『投投籃球』（アルバム『kid.kid.kid』を収録）
- 2006年：『鬥苦』（アンディ・ホイとのデュエット；アルバム『Perfect Match』を収録）
- 2008年：『大件事』、『戒不掉你』（アルバム『潮音樂全主打』を収録）

未リリースの歌曲：
- 『這該死的愛』（TVBドラマ『盛裝舞步愛作戰』挿入歌）
- 『信者得救』
- 『沒了沒完』（TVBドラマ『兩妻時代』主題歌）
- 『有賺』（TVBドラマ『撲水冤家』主題歌，セシリア・イップとのデュエット）
- 『如今都是錯』
- 『男人有話說』
- 『熱愛青春』（アレックス・フォン、シャーメイン・フォン、レイン・リーと共に合唱）

## 出演作品

### 映画
2002年
- 『我老婆唔夠秤』
- 『我愛一碌葛』
- 『賤精先生』

2003年
- 『西貢的童話』
- 『行運超人』
- 『兩個獨立包裝的女人』
- 『龍咁威』
- 『カルマ 震える記憶』
- 『六樓后座』 - Jean 役

2004年
- 『男上女下』
- 『性感都市』
- 『ツインローズ』 - 古惑仔乙 役
- 『La Prophétie des grenouilles』（日本語題は不明）（吹き替え）
- 『ラヴァーズ&ドラゴン』

2005年
- 『超索型警』

2006年
- 『全家福』（2006香港電影節）
- 『半醉人間』
- 『臥虎』

2007年
- 『美女食神』
- 『性工作者十日談』 - Tony 役

2008年
- 『愛情万歳』 - 阿豪 役

### テレビドラマ(TVB)
- 2000年：『男親女愛』 - 蕭鐵男 役
- 2001年：『婚前昏後』 - 孫慶齊 役
- 2002年：『談談情　練練武』 - 林木水 役
- 2003年：『撲水冤家』 - 林世良 役
- 2003年：『衝上雲霄』 - 大雄（ゲスト） 役
- 2004年：『隔世追兇』 - 阮志高 役
- 2005年：『老婆大人』 - 蘇亞基（AK） 役
- 2005年：『人間蒸發』 - 江輝 役
- 2005年：『奇幻潮』 - 四人再歸西 役
- 2005年：『美麗新天地』 - 包家龍 役
- 2007年：『兩妻時代』 - 徐御德 役
- 2008年：『野蠻奶奶大戰戈師奶』 - 劉青山 役
- 未放映：『龍鳳呈祥』
- 未放映：『ID 精英』 - 洪蔭 役
- 製作中：『老婆大人II』 - 蘇亞基（AK） 役
- 製作中：『龍兄鼠弟』（旧名：『桌球天王』）

### 司会
- 1997年-1999年『閃電傳真機』
- 1997年-1999年『兒歌金榜』
- 1999年『旅遊大搜索』
- 1999年『文化廣場』
- 1999年『再創高峰』
- 2004年『海洋公園夏日濕身大激玩』
- 2004年『女人心底話』
- 2004年『雅典狂熱鬥』
- 2006年『九巴十八區好人好事好乘客』
- 2006年『秀出美麗人生2006』
- 2007年『味分高下』
- 2007年9月-2008年1月9日『ジェイド・ソリッド・ゴールド』
- 2007年『勁歌金曲優秀選』第二回、第三回
- 2007年『高清數碼睇』
- 2007年『TVB最受歡迎廣告頒獎典禮2007』
- 2007年『京港心連心倒數迎奧運』
- 2008年『食到篤、問到篤』
- 2008年『MegaBox吃買玩樂大贏家』

### 舞台
- 2000年『男親女愛舞台劇』
- 2002年『奪鏢』

## その他の作品

### 作曲
- 踏上高峰
- 7:30 p.m.
- 我行我素
- 迷妳
- 酸軟
- 今天需要你
- 沒有妳
- 私房菜
- 難分難解
- 知難而愛
- 這該死的愛（TVBドラマ『盛裝舞步愛作戰』挿入歌）
- 一步一傾心（TVBドラマ『盛裝舞步愛作戰』主題歌；歌：Phoenix Yeung、Iris Wu）
- 傻瓜（歌：アレックス・フォン）
- 感官世界（歌：イーキン・チェン）
- 厚愛（歌：ナンシー・シット）
- 平凡（TVBドラマ『緣來自有機』主題歌；歌：レオ・クー）
- 螢火蟲（歌：ニキ・チョウ）

### 作詞
- 踏上高峰
- 7:30 p.m.
- 我行我素
- 迷妳
- 沒有妳
- 厚愛（歌：ナンシー・シット）